# Filipe Sousa
Filipe Sousa (25 gennaio 1995) è un pallavolista portoghese.
Fa parte della nazionale di pallavolo maschile del Portogallo.